# Andy Cutting

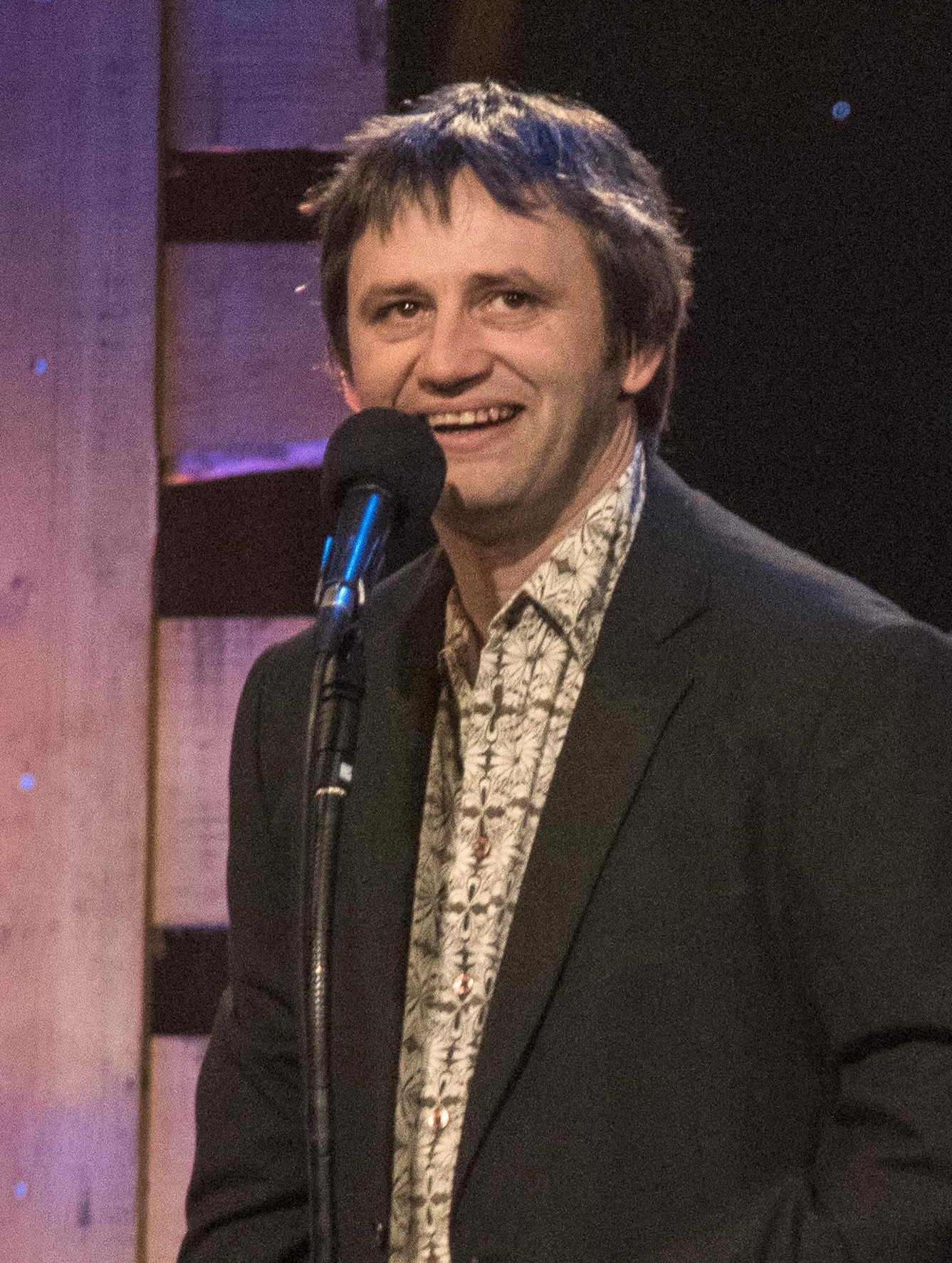
Andy Cutting, 2016

Andy Cutting (* 18. März 1969 in Harrow / London, Vereinigtes Königreich) ist ein englischer Folk-Musiker und Komponist. Er spielt diatonisches Akkordeon und ist bekannt für das Komponieren und Spielen traditioneller englischer Folkmusik sowie eigener Stücke. Seine Kompositionen vereinen englische und französische Traditionen mit weiteren Einflüssen. Drei Mal war er Gewinner des Folk Musician of the Year Award at the BBC Radio 2 Folk Awards. Er war an ca. 50 Musikalben beteiligt, sowohl als Solokünstler, als auch in Zusammenarbeit mit anderen Musikern. Er ist verheiratet und Vater von drei Kindern.

## Leben
Cutting begann als Jugendlicher, diatonisches Akkordeon zu spielen. Bereits nach wenigen Monaten wurde er eingeladen, in einer lokalen Céilí Band mitzuspielen. 1988 trat er in die einflussreiche und innovative Band Blowzabella ein. Ein Album (Vanilla) veröffentlichte Cutting mit Blowzabella, bevor er 1990 die Band verließ. Ihr Repertoire, eine Mischung traditioneller englischer und zentralfranzösischer Musik, sowie  Musik Osteuropas, hatte großen Einfluss auf Cutting. 2003 feierte Blowzabella sein 25. Jubiläum. Cutting war wieder als offizielles Mitglied dabei. 2007 veröffentlichten sie das Album „Octomento“.
1989 schloss Cutting eine Partnerschaft mit Chris Wood, den er zwei Jahre zuvor beim Sidmouth Festival kennengelernt hatte. Mehrere Jahre lang tourten die beiden ausführlich und kreierten fünf Musikalben zusammen. Wood führte Cutting in den Reichtum der Musik Quebecs ein. Beide teilten die Liebe für englische und französische Tanzmusik. Wood und Cutting bildeten zusammen mit Karen Tweed und Ian Carr das Two Duos Quartett. Es entstand das Album Half As Happy As We.
Tweed und Cutting spielten auch als Duo. Sie veröffentlichten zusammen ein Album und trugen zur Live-CD Across the Waters bei, die 1994 an der Universität von Cork aufgenommen wurde.
Cutting arbeitet(e) regelmäßig als Session-Musiker mit so unterschiedlichen Künstlern wie Sting, June Tabor and Chumbawamba. Er war Mitglied mehrerer Bands. Neben dem Wood & Cutting Duo ist er Mitglied des Trios 1651 (mit Mark Emerson und Tim Harries), der John McCusker Band, des Kate Rusby Trios und der Kate Rusby Band. Weiterhin ist er ein beliebter Workshop Tutor.

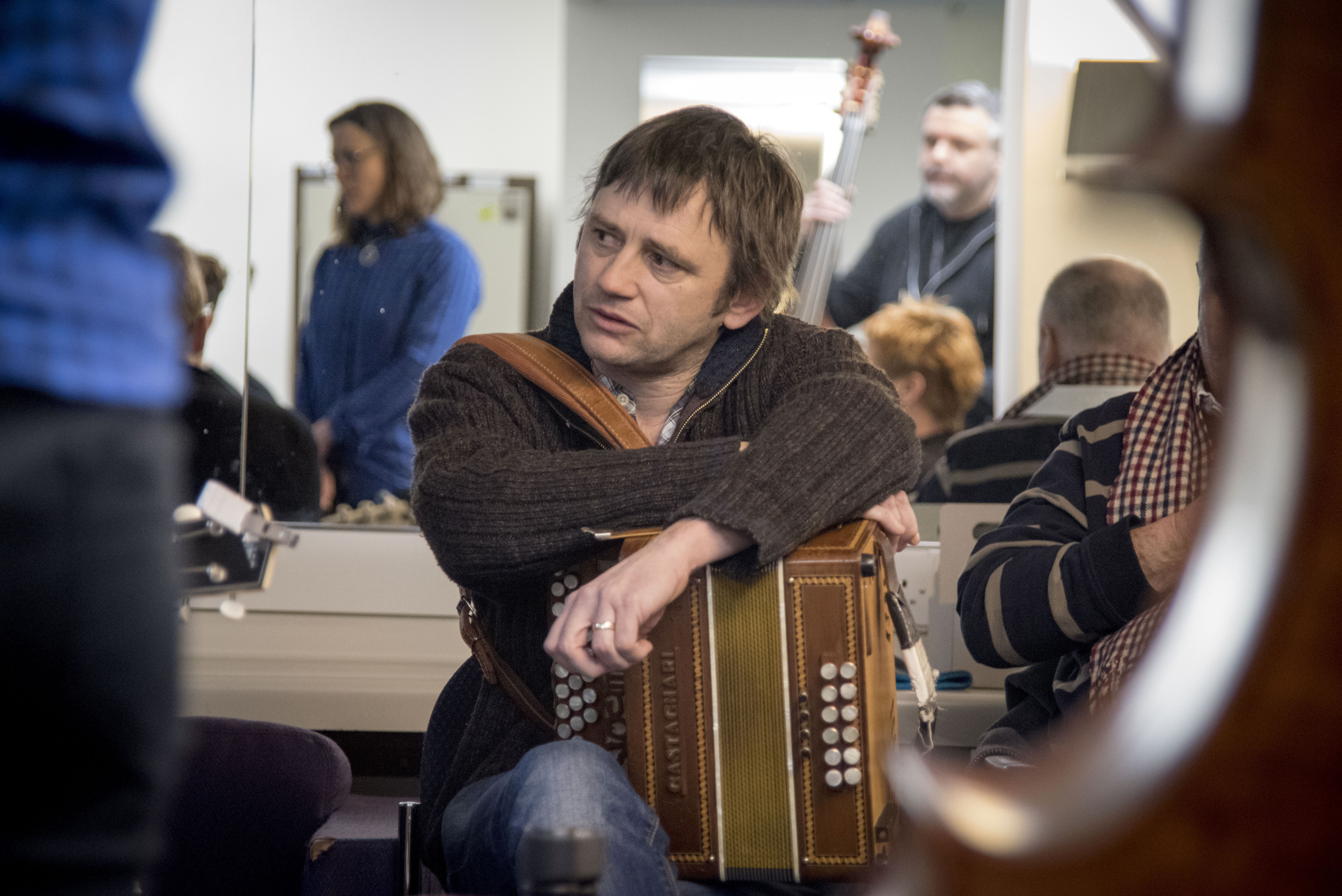
Andy Cutting backstage in der Glasgow Royal Concert Hall (2016)

Im März 2011 war Cutting am Cecil Sharp Projekt beteiligt, einer gemeinsamen Kommission des Shrewsbury Folk Festivals und EFDSS. Er und sieben weitere Musiker nahmen an dem einwöchigen Projekt teil. Cecil Sharp war der Gründungsvater des Folk-Song-Revivals in England.
Andy Cutting ist Teil von Leveret, zusammen mit Sam Sweeney und Rob Harbron. Das Trio wurde 2014 gegründet und wurde von The Guardian als „magisch“ und Cutting als ein „Akkordeon Virtuose“ bezeichnet. Bei The Arts Desk gelangte Leverets Album Inventions unter die Top-Drei-Alben des Jahres. Leveret wurde als Band beschrieben, die bemerkenswert neue englische Instrumentalmusik kreiert.
Auch mit dem Gitarristen Martin Simpson und der Fidelspielerin Nancy Kerr tritt und nimmt Cutting auf. Ihre Debüt-CD Murmurs wurde von The Telegraph als eines der besten Folk-Alben des Jahres 2015 bezeichnet. Sie wurden als drei der besten britischen Musiker und Interpreten von Liedern und Melodien beschrieben, dabei jeder von ihnen als anerkannter Virtuose.
2015 gründete Cutting die englisch-französische Band Topette. Weiterhin arbeitete er mit seiner belgischen Kollegin Anne Niepold.
Bei BBC Radio 2 Folk Awards gewann Cutting dreimal den Folk Music Award des Jahres: 2008, 2011 and 2016.

## Kompositionen
Cutting komponierte viele Melodien, von denen mehrere auch von anderen Künstlern vertont wurden. Einige wurden in das Music-Session-Repertoire aufgenommen.

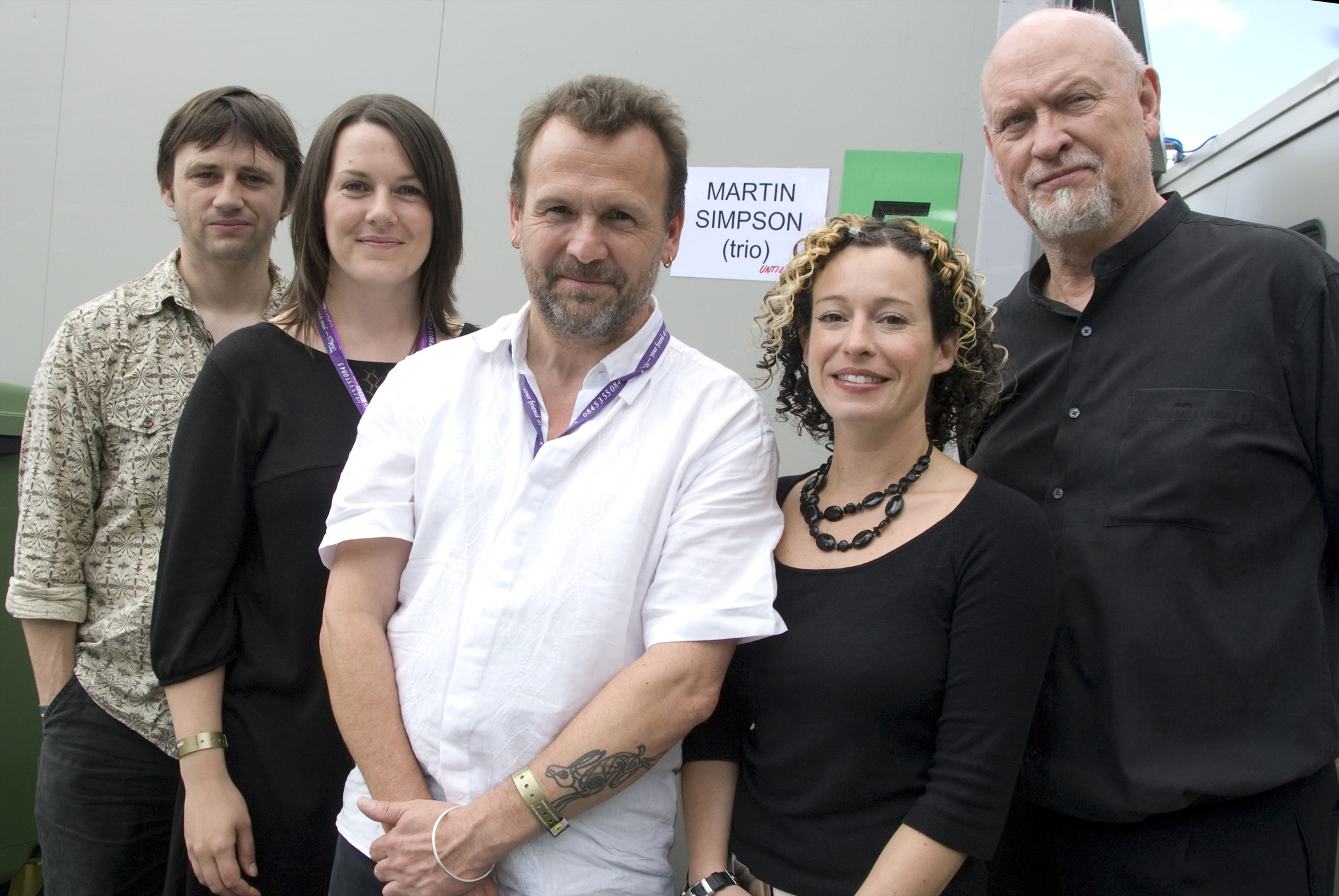
Cutting (links hinten) mit der Gruppe von Martin Simpson beim Cambridge Folk Festival 2007 (mit Kellie While, Martin Simpson, Kate Rusby, Danny Thompson, v. l. n. r.)

- A Habit of Hills
- A Pound Off a Haircut
- Alltfechan
- At Halsway
- Brakes
- Commoner’s Lot
- Flatworld
- Greenfield House
- Heidi Hendy
- Henry Blogg
- Horseshoe Harbour
- Hunger Hill
- In Continental Mood
- It's a Square World
- I Like You, You’re Common
- I Only Want a Snack
- Isleworth Bridge
- It’s a Square Word
- Jacques Covemaker
- Josephine's
- Lady Grey
- Le Petit Chien
- Lola Flexen
- Long Legs
- Milford
- Miss Lindsay Barker
- Never Knowingly Underfed
- New Pneus
- Oakleigh
- Old Light
- Oliver’s
- Potato
- Ricer
- Ricer II
- Round the Corner
- Seven Years
- Simon and Candy's Halsway Jig
- Spaghetti Panic
- St Michael's Mount
- The Abbess
- The Bay Tree
- The History Man
- The Long Drive
- The RSB
- The Walled Garden Waltz
- Theatre
- There are Angels
- To the Edges
- Turners
- Two Beers
- Two Ladies
- Uphill Way
- Venture
- Waiting for Janet
- Waltz Harry Lane

## Diskografie (Auswahl)
- Vanilla (Blowzabella) – Special Delivery – SPDCD 1028 (1990)
- Chris Wood & Andy Cutting – RUF Records RUFCD01
- Lisa (Wood & Cutting) – RUF Records RUFCD02
- Live at Sidmouth (Wood & Cutting) – RUF Records RUFCD03
- Lusignac (Wood & Cutting) – RUF Records RUFCD04
- Half As Happy As We (Two Duos Quartet) – RUF Records RUFCD07
- Knock John (Wood & Cutting) – RUF Records RUFCD08
- A New tradition (Tanteeka) – Osmosys Records OSMO CD013 (1997)
- Panic at the Café (Andy Cutting und Nigel Eaton, 1993) – Beautiful Jo Records BEJOCD-27 (1999)
- Ca' Nôs (Fernhill) – Beautiful Jo Records BJOCD-14
- Llatai (Fernhill) – Beautiful Jo Records BJOCD-23
- Whilia (Fernhill) – Beautiful Jo Records BJOCD-30
- Cast a Bell (1651) – Beautiful Jo Records BEJOCD-33 (2001)
- One Roof Under (Tweed & Cutting) – Fyasco Records FYC004 (2002)
- Across the Waters (mit Karen Tweed und anderen) – Nimbus NI5415 (1994)
- Pandemonium (Nigel Eaton) – Beautiful Jo Records BEJOCD-39 (2002)
- 10 (Kate Rusby) – Pure Records PRCD10 (2002)
- Apples (June Tabor) – Topic Records TSCD 568
- Hold Your Horses (Ella Edmondson) – Monsoon MONMUCD001 (2009)
- Andy Cutting (Andy Cutting) – Lane Records LANECD01 (2010)
- New Anything (Leveret) (2015)
- Murmurs (Martin Simpson, Nancy Kerr und Andy Cutting) — Topic Records (2015)
- In the Round (Leveret) (2016)
- Inventions (Leveret) (2017)
- Two Score (Blowzabella) (2018)
- Diversions (Leveret) (2019)
- Variations Live (Leveret) (2020)
- Bourdon (Topette!!) (2022)
- Tilham (Blowzabella) (2022)
- Forms (Leveret) (2023)
- Duo Niepold Cutting (Anne Niepold and Andy Cutting) (2023)
- Conversations (Gudrun Walther and Andy Cutting) (2023)
- ON - Live at the Jam Jar (Topette!!) (2024)

## Bücher
Cutting trug Melodien und einen biografischen Essay bei zu:
- Blowzabella – new tunes for dancing. (von Andy Cutting, Nigel Eaton, Jo Freya, Paul James, Ian Luff, Cliff Stapleton, David Shepherd und Jon Swayne) Blowzabella, Glastonbury 2004, ISBN 978-0-9549013-0-1.

Cutting trug Melodien bei zu:
- The Waltz Book IV. Hrsg.: Bill Matthiesen, 2013.